# Turmhügel Altes Schloss (Hauxdorf)
Die Motte Turmhügel Altes Schloss (auch Altes Schloß oder Schinderhannesschlössl genannt) befindet sich in einem Waldgebiet ca. 1100 m südlich des Ortsteils Hauxdorf  der Oberpfälzer Stadt Erbendorf im Landkreis Tirschenreuth. Die Anlage wird als Bodendenkmal unter der Aktennummer D-3-6138-0008 im Bayernatlas als „mittelalterlicher Turmhügel“ geführt. 

## Geschichte
Die Burg kann von den Grafen von Sulzbach errichtet worden sein. Zusammen mit einer zugehörenden Siedlung (der Flurname Leerer Hof oder Larenhof deutet darauf hin, dass dort seit langem eine Wüstung besteht) ist diese mit der zugehörenden Siedlung bereits im Hochmittelalter verlassen worden, da es keine Nennungen in den entsprechenden Urbaren gibt. 
Hauxdorf wird in einem Leuchtenberger Lehenbuch von vor 1400 erwähnt, wobei es heißt: „Item Haugsdorf das dorf bey Ermdorf ist alles von uns zu lehen“. Als Besitzer wurde 1355 bis 1399 „Peter Pfreimder“ genannt (als „zu Haugsdorf gesessen“). Ihm folgte Heinrich Pfreimder zum Sighards nach und auf diesen sein Sohn Niklas Pfreimder zum Sigharts, der „zu Hauxdorf drei Höf und eine Söldnerherberg“ besaß.

## Altes Schloss Hauxdorf heute
Der Turmhügel liegt etwa 1,2 km südöstlich von Hauxdorf  bzw. 2,2 km südsüdöstlich der Kirche von Erbendorf am Hang eines kleinen Tales, in dem ein Nebenlauf des Steinbaches entspringt. Die Aufschüttung beträgt an ihrer Basis 21 × 22 m und auf der obigen Plattform 11 × 12 m. Umgeben wird der Hügel von einem 2 bis 9 m breiten Graben. Auf der Plattform und der Westseite befinden sich etliche Raubgräberlöcher.